# Connellia quelchii
Connellia quelchii är en gräsväxtart som beskrevs av Nicholas Edward Brown. Connellia quelchii ingår i släktet Connellia, och familjen Bromeliaceae. Inga underarter finns listade i Catalogue of Life.

## Bildgalleri

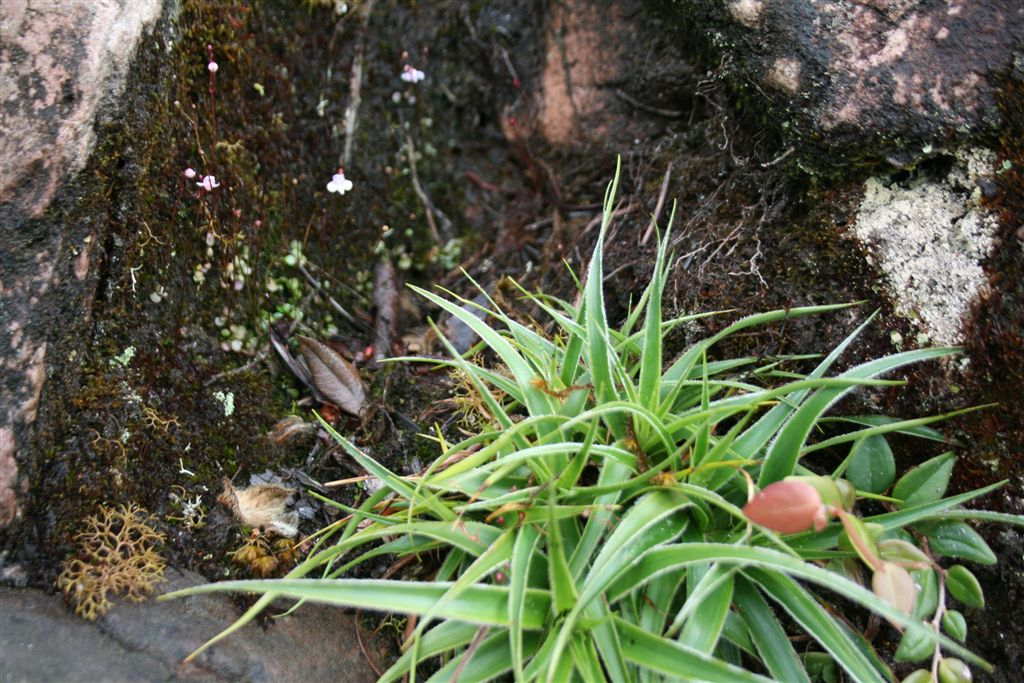